# Symphysanodon typus
Symphysanodon typus är en fiskart som beskrevs av Bleeker, 1878. Symphysanodon typus ingår i släktet Symphysanodon och familjen Symphysanodontidae. Inga underarter finns listade i Catalogue of Life.